# Ophiologimus prolifer
Ophiologimus prolifer är en ormstjärneart som först beskrevs av Studer 1882.  Ophiologimus prolifer ingår i släktet Ophiologimus och familjen knotterormstjärnor. Inga underarter finns listade i Catalogue of Life.